# 生徒たちにファレリ人の教師を引き渡すカミルス
『生徒たちにファレリ人の教師を引き渡すカミルス』（せいとたちにファレリじんのきょうしをひきわたすカミルス、仏: Camille livre le maître d'école de Faléries à ses écoliers、英: Camillus Handing the Falerian Schoolmaster over to his Pupils）は、17世紀フランスの巨匠ニコラ・プッサンが1637年にキャンバス上に油彩で制作した絵画である。主題はプルタルコスの『対比列伝』中の『カミルス』の10章から採られており、古代ローマの将軍マルクス・フリウス・カミルスの軍人としての偉大さを称えるものである。フランス革命中の1794年にフランス国家により没収されて以来、パリのルーヴル美術館に所蔵されている。

## 歴史
この絵画は、当時のフランスの国務大臣ルイ1世・フェリポー・ド・ラ・ヴリリエールのパリの新しい居宅ヴリエール館の黄金のギャラリー (gilded gallery) のために委嘱された9点の絵画のうちの1点である。アンリ・ソヴァルはそれらの中で本作が一番の傑作であると評した。絵画とヴリエール館は1705年に郵便統括管理者 (contrôleur général des Postes) であったルイ・ロラン・ルイエ (Louis Raulin Rouillé) に売却され、次いで1713年にはルイエの未亡人からトゥールーズ伯ルイ・アレクサンドル・ド・ブルボンに売却された。絵画とヴリエール館は彼の息子のルイ・ジャン・マリーに相続され、1794年にフランス国家に没収された。

## 作品
本作が表しているのは、プルタルコスの著作『カミルス』の10章にあるファレリの町の占領から採られた場面である。画面背景に見えるのがファレリの町と城で、目下戦争中のローマが包囲している。記述によると、ファレリの町の1人の教師が自身の生徒である子供たちを散歩にことよせて城壁の外に連れ出し、子供たちを敵の軍に人質として差し出した挙句、町をローマに売ってしまおうと考えた。しかし、これを聞いたマルクス・フリウス・カミルスはその卑劣な行為を憎み、教師を罰する。カミルスは「男の着物を引き裂かせ、両手を後ろに回させ、子供たちに棒や、鞭を与えてこの裏切り者を打擲しながら町に追いやった」という。画面右手前に教師、その後ろに兵士と子供たちが描かれている。
本作の構図は、左から右に物語が進む古代のレリーフのように展開している。プッサンはローマの軍旗や将軍の本営などを考古学者の精確さで描いている。彼は、友人の画家ジャック・ステラに宛てた手紙の中でこの絵画を「英雄的な主題を考えれば適切な、厳しい様式で」描いたと述べている。また、この主題は彼に強制されたものであるとも記している。絵画のための準備素描は、最初、画家が前景の人物たち―将軍用のテントの中のマルクス・フリウス・カミルス、リクトル (要人の護衛官)、学校の生徒、そして倒れた校長―を統合させることに興味を持っていたことを示している。
この主題は珍しいとはいえ、16世紀後半からのイタリアの絵画にも見られるが、それぞれのモティーフの配置場所の選択においては様々に異なっている。プッサンの作品では、カミルスは前景の左側に横顔で表され、右側の子供たちもまた、校長とともに前景にいる。2人のリクトルは槍を手に持ち、カミルスの背後に立っている。プッサンの作品は、プルタルコスの著作 (1516年刊のラテン語版) にある挿絵に触発されたようである。されに、オットー・グラウトフ (Otto Grautoff) によれば、プッサンは、その挿絵以上にドメニキーノが描いた『アレクサンドロスの前に連れてこられた捕虜のティモクレア』 (1615年ごろ) に触発されただろうということである。